# Schweinitziella styracum
Schweinitziella styracum är en svampart som beskrevs av Speg. 1888. Schweinitziella styracum ingår i släktet Schweinitziella, klassen Sordariomycetes, divisionen sporsäcksvampar och riket svampar.   Inga underarter finns listade i Catalogue of Life.